# Scroviștea (sit SPA)
Scroviștea este o arie de protecție specială avifaunistică (sit SPA) situată în Muntenia (România), pe teritoriile județelor Dâmbovița (1%), Ilfov (98%) și Prahova (1%).

## Localizare
Aria naturală se întinde în extremitatea nord-vestică al județului Ilfov, pe teritoriile administrative ale comunelor Ciolpani, Snagov și Periș, în cea sud-estică a județului Dâmbovița (pe teritoriul comunei Niculești) și în cea sud-vestică a județului Prahova pe teritoriul comunei Poienarii Burchii, în imediata apropiere a drumului național DN1, care leagă municipiul București de Brașov.

## Înființare
Situl ”Scroviștea” (cu o suprafață totală de 3.347 ha.) a fost declarat arie de protecție specială avifaunistică prin Hotărârea  de Guvern nr. 971 din 5 octombrie 2011 (pentru modificarea și completarea Hotărârii Guvernului nr. 1.284/2007 privind declararea ariilor de protecție specială avifaunistică ca parte integrantă a rețelei ecologice europene Natura 2000 în România). Acesta se suprapune (în cea mai mare parte) sitului de importanță comunitară omonim.

## Biodiversitate

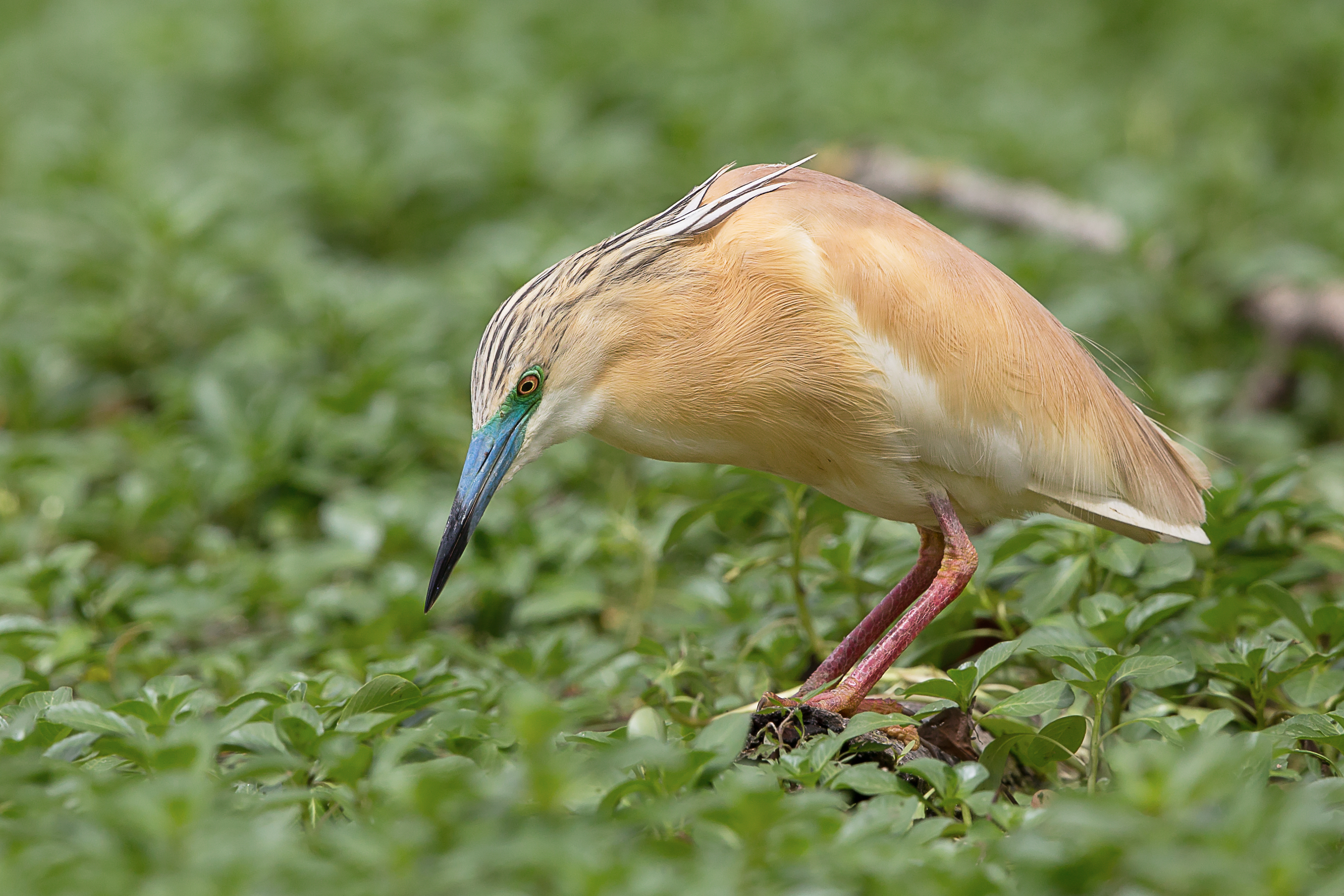
Stârc galben (Ardeola ralloides)

Aria protejată (încadrată în bioregiunea geografică continentală a Câmpiei Vlăsiei (subdiviziune geomorfologică a Câmpiei Bucureștiului ce aparține Câmpiei Române) reprezintă o zonă naturală alcătuită din păduri de foioase (Pădurea Ciolpani, Pădurea Clogila, Pădurea Cocioc), râuri (Valea Sticlăriei), lacuri (Lacul Scroviștea), pajiști, terenuri arabile, culturi, vii și livezi; ce asigură condiții de hrană, cuibărit și viețuire pentru comunități importante de păsări acvatice.
La baza desemnării sitului se află mai multe specii avifaunistice protejate la nivel european (prin Directiva CE 147/CE din 30 noiembrie 2009, privind conservarea păsărilor sălbatice - anexa II-a) și aflate pe lista roșie a IUCN; astfel: uliu cu picioare scurte (Accipiter brevipes), stârc cenușiu (Ardea cinerea), stârc roșu (Ardea purpurea), stârc galben (Ardeola ralloides), rață roșie (Aythya nyroca), lebădă de iarnă (Cygnus cygnus), ciocănitoare de stejar (Dendrocopos medius), ciocănitoare pestriță mică (Dendrocopos minor), ciocănitoare de grădină (Dendrocopos syriacus), egretă mică (Egretta garzetta), stârc pitic (Ixobrychus minutus), stârc de noapte (Nycticorax nycticorax), grangur (Oriolus oriolus), cormoran mic (Phalacrocorax pygmeus), cresteț cenușiu (Porzana parva), cresteș pestriț (Porzana porzana), sitar de pădure (Scolopax rusticola), huhurez mic (Strix aluco) și silvie porumbacă (Sylvia nisoria). 

## Căi de acces
- Drumul național DN1, pe ruta: București - Otopeni - Vlădiceasca - Tâncăbești.